# حي الطبقة العاملة (عدن)
حي الطبقة العاملة هو أحد أحياء مديرية المعلا في محافظة عدن اليمنية. يبلغ تعداد سكانه 16195 نسمة حسب التعداد السكاني في اليمن لعام 2004.